# Mort de Kim Il-sung

Kim Il-sung.

La mort de Kim Il-sung, président de la république populaire et démocratique de Corée et dirigeant de facto du pays depuis 1948, survient le 8 juillet 1994 à Hyangsan (résidence de Myohyangsan) à l'âge de 82 ans. Le gouvernement nord-coréen n'annonce son décès qu'une trentaine d'heures plus tard et décrète une période officielle de deuil du 8 au 17 juillet durant laquelle les Nord-Coréens ont la formelle interdiction de se divertir. Le drapeau national est mis en berne dans tout le pays.
Parallèlement, la radio de Pyongyang déclare que le dirigeant a succombé à des complications à la suite d'un accident vasculaire cérébral résultant d'un fort stress psychologique. Kim Il-sung suivait, depuis quelques années, un traitement pour lutter contre le diabète et il avait été relevé que les artères de son cœur s'étaient durcies. Il souffrait également d'une tumeur bénigne sur la nuque, mais refusait catégoriquement de se faire opérer.

## Contexte
Dans la matinée du 8 juillet 1994, Kim Il-Sung s'effondre, terrassé par une crise cardiaque soudaine. Kim Jong-il, le fils aîné du dirigeant, convoque immédiatement les meilleurs médecins du pays au chevet de son père, lesquels sont amenés à Pyongyang par avion. Une fois sur place et malgré leurs efforts, ils se révèlent impuissants à sauver le président qui ne sera officiellement déclaré mort que trente-quatre heures plus tard, suivant la règle confucéenne.
Kim Jong-il instaure une période de deuil national de dix jours et nomme son oncle Kim Yong-ju chef du comité des obsèques. Les funérailles de Kim Il-sung, célébrées le 19 juillet à Pyongyang, font l'objet d'une couverture médiatique très importante et réunissent plusieurs centaines de milliers de personnes. Elles donnent également lieu à des scènes de pleurs et d'affliction démesurées,, les Nord-Coréens étant forcés d'exprimer leur chagrin sous peine d'être inquiétés. Peu de délégations étrangères sont reçues et le pays doit respecter trois minutes de silence. Le corps du dirigeant est ensuite embaumé et exposé dans un cercueil en verre au palais du Soleil Kumsusan (la résidence présidentielle reconvertie en mausolée), sa tête reposant sur un oreiller et son corps étant recouvert du drapeau du Parti du travail de Corée. Bien que la période de deuil ait officiellement  pris fin le 17 juillet, il semble qu'elle se soit perpétuée de manière implicite jusqu'en 1997. En septembre 1998, Kim Il-sung est nommé « président éternel de la République ».

## Réactions

### Sur la péninsule coréenne
- Corée du Nord - Le 9 juillet, l'Agence centrale de presse nord-coréenne déclare que les Nord-Coréens « sont fermement résolus à suivre le Cher Leader Kim Jong-il » et décrit ce dernier comme « l'héritier légitime des réalisations révolutionnaires du Grand Leader Kim Il-sung ». Le nouveau dirigeant est également dépeint comme « l'héritier de la révolution de Corée du Nord et le chef des forces révolutionnaires ».  Le 11 juillet, le Japon déclare que le gouvernement nord-coréen bloque tout passage dans la ville de Tumen, point stratégique actif des échanges frontaliers entre la Chine et la Corée du Nord.

### Réactions internationales
- Russie - Le président Boris Eltsine n'envoie pas de condoléances en raison des relations tendues qui existent entre les deux pays à cette date. C'est le Premier ministre Viktor Tchernomyrdine qui est chargé d'exprimer les regrets de la fédération de Russie à l'État nord-coréen.
- États-Unis - Le président Bill Clinton a exprimé le souhait d'un maintien des relations entre la Corée du Nord et les États-Unis malgré le décès de Kim Il-sung. Il déclare : " Je présente mes sincères condoléances à la Corée du Nord pour la disparition du président Kim Il-sung. Nous avons apprécié sa volonté de reprendre les pourparlers entre nos deux gouvernements. "